# Ekotoxikologi
Ekotoxikologi är en vetenskaplig disciplin som studerar hur giftiga ämnen påverkar levande organismer och ekosystem. Den kombinerar kunskap från toxikologi och ekologi för att förstå miljöeffekterna av kemiska substanser, som bekämpningsmedel, tungmetaller och industriutsläpp. Forskningen inom ekotoxikologi fokuserar ofta på hur dessa ämnen sprids, ackumuleras och påverkar organismer på olika nivåer, från celler till hela ekosystem.
En viktig del av ekotoxikologin är att bedöma risker för miljön genom att studera giftighet hos ämnen, deras nedbrytning och potentiella långtidseffekter. Till exempel kan DDT, ett bekämpningsmedel som användes flitigt under 1900-talet, ackumuleras i näringskedjor och orsaka allvarliga skador på rovfåglar genom att försämra deras reproduktionsförmåga.
Metoder inom ekotoxikologi inkluderar laboratorietester med modellorganismer som Daphnia (vattenloppa) och fiskar, samt fältstudier för att mäta föroreningars inverkan i naturen. Resultaten används för att utveckla miljölagstiftning och säkerhetsgränser för kemikalier.
Ekotoxikologin spelar en central roll i att skydda biologisk mångfald och människors hälsa, särskilt i samband med förorening av vatten, mark och luft. Genom att identifiera och minska giftiga hot bidrar den till hållbar utveckling och bevarande av ekosystem.